# Veniamin Soldatenko
Veniamin Vasil'evič Soldatenko (in russo Вениамин Васильевич Солдатенко?; Shkurovka, 4 gennaio 1939 – 16 luglio 2023) è stato un marciatore sovietico.

## Palmarès

### Giochi olimpici
- 1 medaglia:
  - 1 argento (Monaco di Baviera 1972 nella marcia 50 km)

### Mondiali
- 1 medaglia:
  - 1 oro (Malmö 1976 nella marcia 50 km)

### Europei
- 3 medaglie:
  - 1 oro (Helsinki 1971 nella marcia 50 km)
  - 1 argento (Praga 1978 nella marcia 50 km)
  - 1 bronzo (Atene 1969 nella marcia 50 km)

## Altre competizioni internazionali

### Coppa del mondo
- 1 medaglia:
  - 1 argento (Eschborn 1970 nella marcia 50 km)